# الصرفند
الصرفند هي إحدى البلدات اللبنانية من بلدات قضاء صيدا في محافظة الجنوب.

## موقعها
تقع الصرفند في قضاء صيدا، محافظة الجنوب، مركز المحافظة صيدا، ومركز القضاء صيدا، وهي تقع على الساحل اللبناني الجنوبي. تبعد عن بيروت حوالي 60 كلم، عن صيدا حوالي 14 كلم، وعن مدينة صور حوالي 28 كلم، وترتفع (70) متراً عن سطح البحر. أهم الزراعات في بلدة الصرفند تتمثل في: الحبوب، الموز، الخضار والحمضيات، كما يمثل صيد الأسماك موردًا اساسياً لأهالي الصرفند بوصفها بلدة ساحلية.

## التاريخ والتسمية
الصرفند هي «سربتا» القديمة الفينيقية. ورد اسمها في المصادر الكلاسيكية، وذكرت في النقوش الآشورية والمصرية، تعنبر من أقدم المرافئ على الساحل الفينيقي. وكانت أكبر وأهم المواقع الصناعية في عهود الفينيقية وخاصة شهرتها بصهر وسبك المعادن على اختلاف أنواعها. اما عن تسميتها فثمة اختلاف حول أصل اسم البلدة. فهناك من يرى أن اصل الاسم من «صرفته» الفينيقية وتعني صهر المعادن وتنقيتها، أو صرف العملة لأهميتها التجارية. ويقال إن اسمها ربما يكون مشتقاً من السريانية «سربتا». وقد ذكرت العهد القديم باسم «صرفاد». ومما ورد أيضاً أن هناك قبائل عربية أتت من نواحي اليمن وسكنت في البلدة وأطلقت عليها هذة التسمية نسبة إلى بلدة في اليمن تدعى«الصرفند»
وقد تردد إليها إيليا النبي وزارها المسيح، وهي قرية أبي ذر الغفاري التي في كنفها عاش وفي رحابها انطلق وله فيها مزار مقدس (مقام أبي ذر الغفاري) و أيضاً هناك مقام العبد الصالح (الخضر الحي)، فصار للصرفند نفحة مقدسة لاحتوائها على هذين المزارين اللذين يقصدهما الكثير من لبنان وخارج لبنان. وأما المكان الأبرز في قرية الصرفند هو مرفأ الصيد الذي يعود إلى العصر الروماني.

## الآثار
يرى علماء الآثار أن الصرفند من المواقع الأثرية التي تلزمها حفريات للتنقيب، حيث يوجد في كهوفها في منطقة تسمى"الخراب" أدوات ظرانية وأواني فخارية وآثار تاريخية أخري، كما عثر في منطقة "الحمي" منها علي مغاور ونواويس فيتيقية، ومن آثار الصرفند أيضاً قلعتهم التي احتلها الصليبيون ورمموها وجعلوها حصنً للحماية والتدخل وتأمين طريق صيدا. كما وجد أيضاً في بحر الصرفند في عام 2001 بقايا لمدينة "يرموتا" تلك المدينة الضائعة، وذلك علي عمق 13 و17متر وعلي مسافة 700متر من الشاطئ، وتم اكتشاف تماثيل وحجارة منحوتة.

## صناعة الزجاج

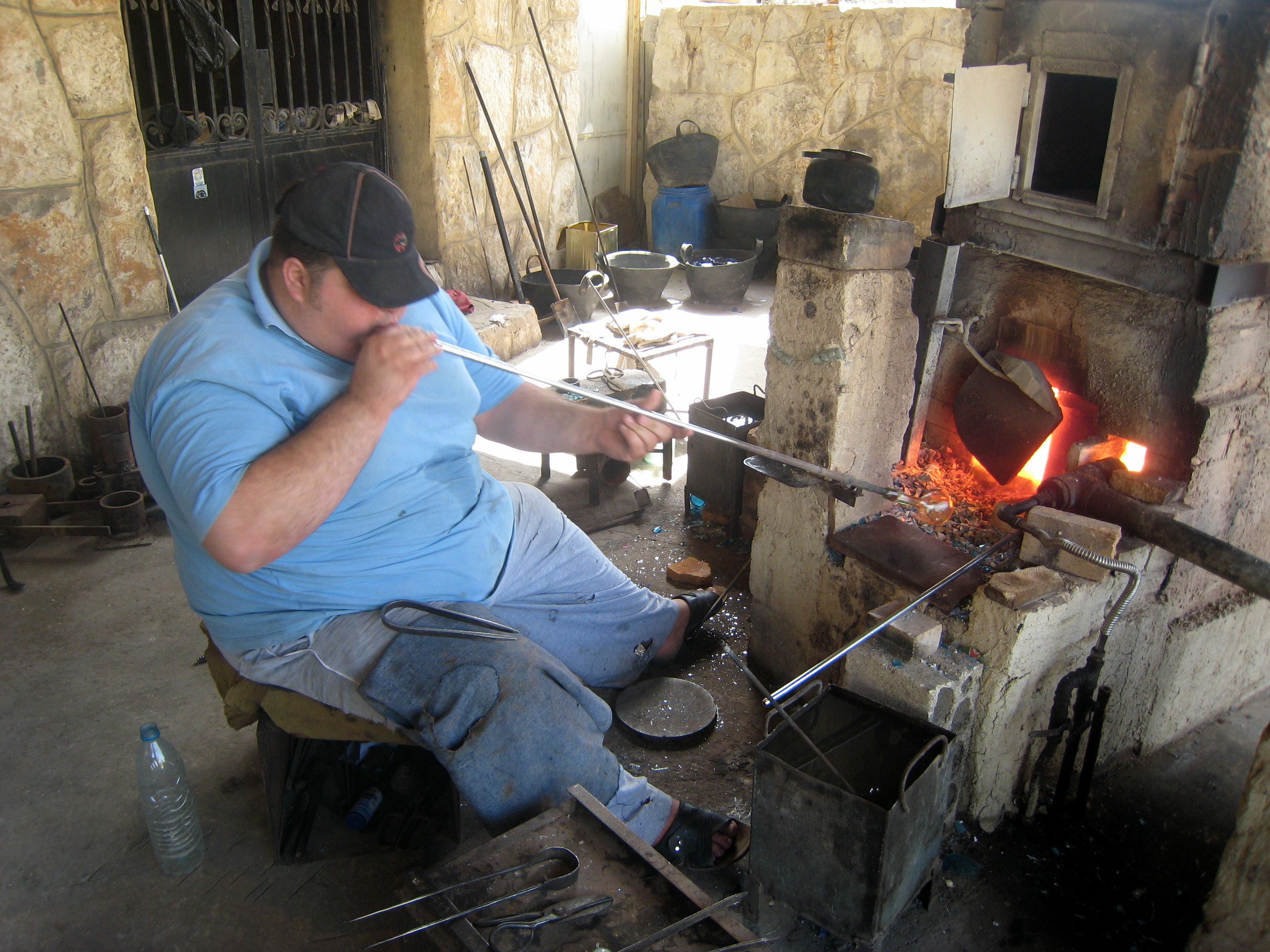

يقترن اسم بلدة الصرفند الساحلية الجنوبية، منذ أيام الفينيقيين حتى العهد الحديث، بصناعة الزجاج اليدوي المنفوخ، غير أنّ ما تعانيه من كلفة باهظة في مقابل غياب التسويق والتصريف والدعم الحكومي والأهلي ينذر بانقراضها، فضلاً عن تكدس آلاف الأباريق والكؤوس والأكواب والزهريات ومناضد الشموع والقناني الزجاجية الملونة وحبيبات الخرز، المشغولة بحرفية متقنة، وذلك بسبب غياب التشجيع الرسمي.
ان ما يميز صناعة الزجاج في الصرفند ألوانها الشفافة المتعددة: من الشفاف الأبيض المتقن، الأحمر، الأصفر، الأزرق، الأخضر، إلى العسلي، ومشتقات هذه الألوان التي احضرت صبغتها الاصلية من ألمانيا.

## العائلات وأهم الأعلام
غالبية العائلات في بلدة الصرفند من المسلمين الشيعة، بالإضافة إلي بعض العائلات من المسلمين السنة، وأهم اسماء العائلات هناك: النميري، الحاج، حربة، خروبي، خليفة، دغيلي، سعادة، سعيد، سليم، سنانا، صفاوي، العسيلي، علاء الدين، غريب، فاضل، كاعين، كوثراني، محسن، مزهر، مسلماني، يوسف، يونس، الحيوي. ومن بين أعلام بلدة الصرفند: سيمون أسمرالمخرج اللبناني، المهندس ماهر خليفة، الرئيس الفخري لجمعية محمد سليم الاجتماعية، اسعد سعيد الشاعر الزجلي، محمد سليم عميد الدفاع في الحزب السوري القومي الأجتماعي، سعادة سليم رئيس جمعية محمد سليم الاجتماعية، الشيخ علي العسيلي قاض شرعي له العديد من المؤلفات في الفقه والأدب.

## وصلات خارجية
الموقع الرسمي للبلدة
موقع بلدية الصرفند.